# Taeniotes dentatus
Taeniotes dentatus là một loài bọ cánh cứng trong họ Cerambycidae.